# 赫芬 (伯恩州)
赫芬是瑞士的城鎮，位於該國中西部，由伯恩州負責管轄，面積4.61平方公里，七成半土地是農業用地，海拔高度705米，2011年人口444，人口密度每平方公里96人。

## 外部連結
- Official website of the municipality in （德文）